# المجلس الوطني للتطوير العلمي والتكنولوجي (البرازيل)
المجلس الوطني للتطوير العلمي والتكنولوجي (بالبرتغالية: Conselho Nacional de Desenvolvimento Científico e Tecnológico) هي منظمة تابعة للحكومة الفيدرالية البرازيلية تابعة لوزارة العلوم والتكنولوجيا، مكرسة لتعزيز البحث العلمي والتكنولوجي ولتكوين الموارد البشرية للبحث في البلاد.

## خلفية
السمات الرئيسية التي يراها المجلس الوطني للتنمية العلمية والتكنولوجية هي التنمية الوطنية للباحثين والمعاهد البرازيلية، مع تطوير الاعتراف الذي يريده على نطاق عالمي. بدأ المجلس في عام 1951، وله دور رائد في إجراء وصياغة البحوث حول التكنولوجيا والعلوم والابتكار أيضًا. الهدف من المجلس هو تعزيز العلم والتكنولوجيا والابتكار والعمل في صياغة سياساتهم التي ستؤدي بالتالي إلى اتخاذ طليعة المعرفة والسيادة الوطنية والتنمية المستدامة. من خلال القيام بذلك فهم في طريقهم إلى الاعتراف بتميزهم وتطورهم ليس فقط في هذه العناصر ولكن بالنسبة للبلد ككل.